# Sonntagalm
Die Sonntagalm (auch Sonntagsalm, Sonntag-Grundalm) ist eine bewirtschaftete Alm und Berghütte in den Kitzbüheler Alpen im Gemeindegebiet Neukirchen am Großvenediger.

## Lage und Geschichte
Die Sonntagalm liegt im Trattenbachtal, dort, wo der oberste Trattenbach von Westen von der Trattenbachalm kommt, und von Norden das Tal des Filzbachs einmündet.

### Nachbarlagen
| Rotwandalm (Gem. Westendorf, Bez. Kitzbühel, T) | Foischingalm (Gem. Westendorf, Bez. Kitzbühel, T) | Miesenbachalm (Gem. Westendorf, Bez. Kitzbühel, T) |
| Trattenbachalm (Gem. Wald i.P.)                 | Kompassrose, die auf Nachbargemeinden zeigt       | Steineralm (Pinzgau)                               |
| Happingalm (Gem. Wald i.P.)                     |                                                   | Unterburgalm Montlangeralm                         |

### Bewirtschaftung
Die Alm ist eigentlich die Niederalm (Niederleger), daher Sonntag-Grundalm genannt. Die Untere Sonntagalm ⊙, auf 1521 m ü. A. gelegen, ist jetzt nur noch ein Stall und liegt direkt am Bach. Der Hochleger ist die Sonntag-Hochalm am Steinkogel (Kitzbüheler Alpen) (2299 m ü. A.), westlich auf 2006 m ⊙.
Die Alm ist seit 300 Jahren in Besitz einer Familie aus Neukirchen, deren Heimathof ist der Krausenhof (Jugendgästehaus) in der Venedigersiedlung. Aufgetrieben werden um die 40–50 Stück Vieh (Almkontingent 35.000 kg). Die Almen umfassen etwa 200 Hektar Almgrund auf etwa 1 km², einschließlich einer Eigenjagd.
|  |

### Erschließung
Bis etwa 1990 konnte man nur bis zum Talkessel fahren und musste dann zu Fuß zu den Almen aufsteigen. Bis zu diesem Zeitpunkt war noch ein Materiallift von der Unteren Sonntagsalm zu Grundalm in Betrieb. Dieser wurde, wie die Stallung der Alm, durch eine Lawine kurz vorher weggerissen. Zuerst wurde auf der südwestlichen Hangseite der Forstweg mit Anschluss an die Sonntagsalm gebaut. Etwa zwei Jahre später wurde die direkte Zufahrt ermöglicht.

### Ausbau der Almen
Mit den Ausbau der Forstwege war die Modernisierung der Sonntagalm erheblich leichter geworden. Gleichzeitig wurde oberhalb der alten Sonntagalm ein neues Haus mit Gastwirtschaft und Übernachtungsmöglichkeit erbaut.
Die alte Sonntagshütte steht im Sommer und Winter als Selbstversorgerhütte zur Verfügung. Die neue Hütte ist während des Almsommers offen.

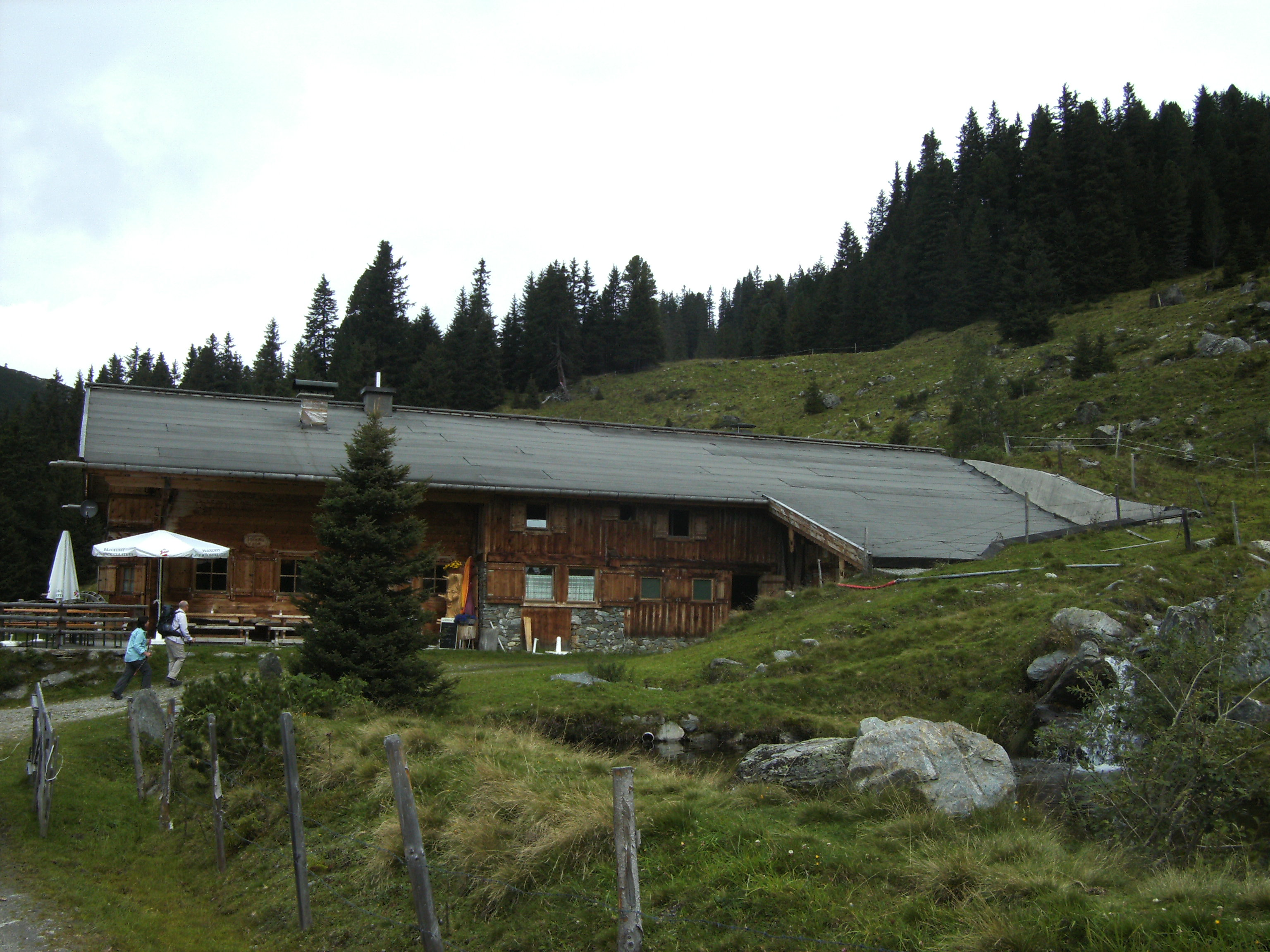
Neue Sonntagsalm Eingang
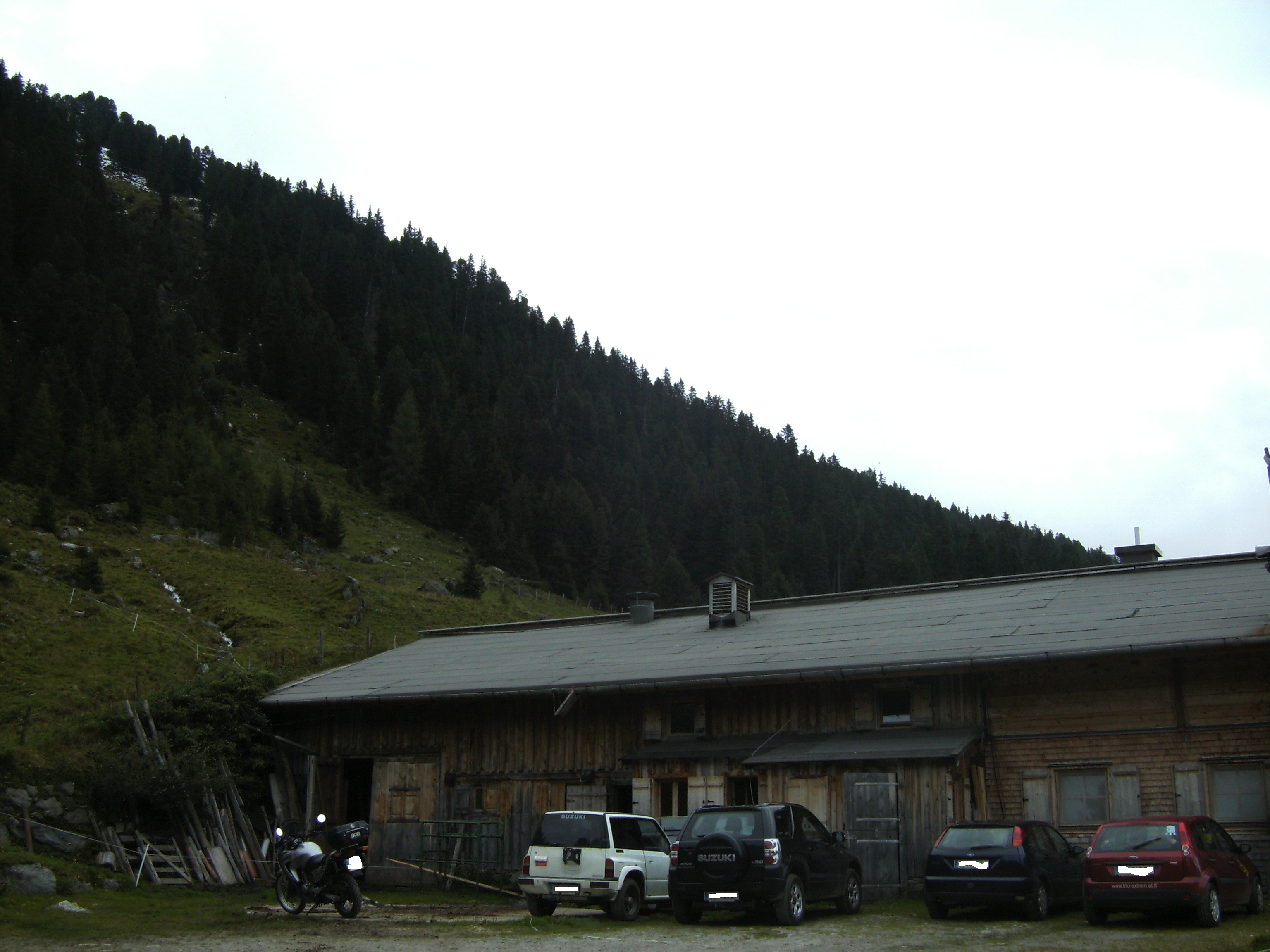
Neue Sonntagsalm Wirtschaftshof mit den verschiedenen Eingängen
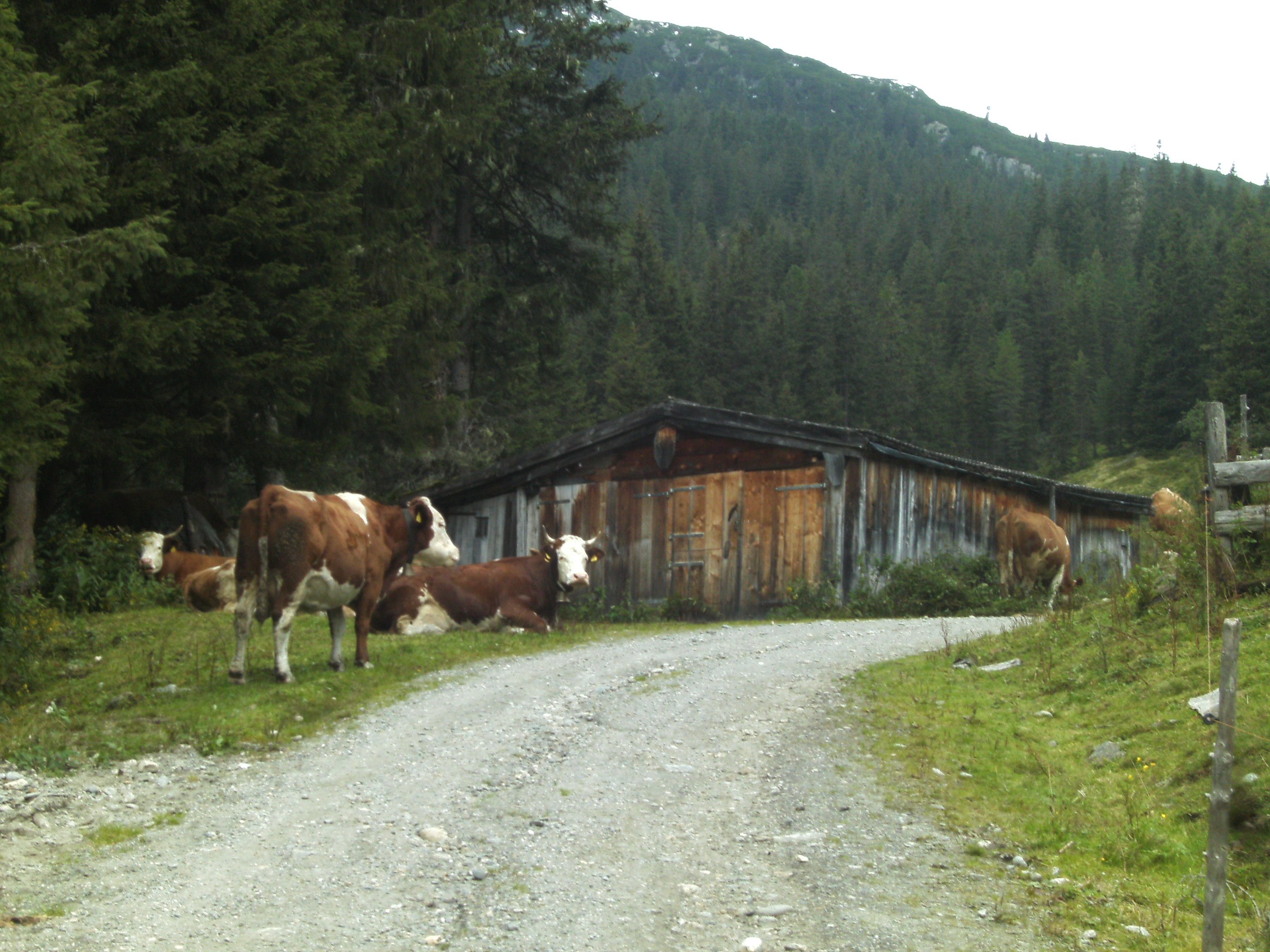
Stall unterhalb der Sonntagsalm

## Wege und Touren
Aufstieg erfolgt leicht von Neukirchen oder Wald durchs Trattenbachtal. Der Weg ist in Art eines Themenwegs mit Stationen der Goetheschen Farblehre für Kinder ausgestattet.
Die Alm kann als Ausgangspunkt für Touren auf die Nachbaralmen im benachbarten Tirol sowie zu den pinzgauseitigen Almen genutzt werden.

### Touren
Die Hütte kann Ausgangspunkt für folgenden Touren sein:
- Steinkogel (2299 m)
- Kröndlhorn (2444 m)
- Wildkogel (2224 m)
- Gamskogel (2206 m)
- Großer Rettenstein (2366 m)

Insbesondere kann man – Anstieg durch das Filzbachtal – den Kitzbüheler Hauptkamm (Filzscharte, 1686 m ü. A.) überschreiten und gelangt durch das Windauer Achental nach Westendorf.